# Felip Solé i Sabarís
Felip Solé i Sabarís (Lérida, 1915 - Barcelona, 2005) fue un médico y político de Cataluña, España. En 1977 fue Senador por el Partit dels Socialistes de Catalunya.

## Biografía
Felip Solé nació en Lérida en 1915. Fue hermano del geólogo y geógrafo Lluís Solé. Durante la Guerra Civil fue teniente en el ejército franquista, y en 1943 se licenció en Medicina.

## Trayectoria
Con los años evolucionó ideológicamente, para terminar participando en los movimientos ciudadanos, culturales y profesionales de oposición al franquismo. En 1971 fue miembro fundador de la Asamblea de Cataluña e ingresó en el Partit dels Socialistes de Catalunya. 

## Senador
En las elecciones generales de 1977 fue elegido senador por la provincia de Lérida dentro de la coalición Entesa dels Catalans y, después de las primeras elecciones municipales de 1979, concejal del Ayuntamiento de Barcelona como responsable del área de Sanidad. En 1983, no obstante, abandonó el PSC para incorporarse al movimiento Nacionalistes d'Esquerra. Ha escrito numerosos ensayos sobre aspectos sociales y políticos de la medicina. También ha sido presidente de la Associació Catalana d'Amics del Poble Sahrauí. 

## Obras
- L'Estatut, entre el desig i la realitat, junto a Albert Viladot i Presas.